# Домашкевич, Николай Фёдорович
Николай Фёдорович Домашкевич (4 сентября 1949 — 17 июля 2024) — белорусский государственный деятель, председатель Минского облисполкома (1998—2007).
Родился в г. Житковичи Палецкого района Гомельской области.
Окончил Могилёвский машиностроительный институт по специальности инженер-механик (1973) и Минскую высшую партийную школу (1986).
С 1966 г. рабочий совхоза «Житковичи», с 1967 г. автомеханик в Житковичском СМУ мелиорации Гомельской области и главный механик ПМК-86 треста «Мозырьсельстрой». Первый секретарь Житковичского РК ЛКСМБ (1970—1973). Служил в армии (1973—1974).
Инструктор орготдела Житковичского РК КПБ, заместитель начальника УМ-3 «Вилияминскводстроя» Минского района, заместитель начальника, начальник Сенненской ПМК-33 треста «Витебскводстрой» (1974—1982).
В 1982—1984 гг. первый заместитель председателя Сенненского райисполкома, с 1983 г. также председатель совета РАПО. Председатель Сенненского райисполкома (1984—1985). Первый секретарь Сенненского РК КПБ (1985—1991).
Главный контролер по Витебской области Контрольной палаты Республики Беларусь (1992—1995). Начальник Службы контроля Президента Республики Беларусь (1995—1997), председатель Комитета государственного контроля Республики Беларусь (1997—1998)
Со 2 декабря 1998 по 7 июня 2007 года председатель Минского облисполкома. С 11 января 2008 по 4 декабря 2009 года управляющий делами Президента Республики Беларусь.
С 30 сентября 2010 по 15 сентября 2014 года помощник Президента Республики Беларусь — главный инспектор по Витебской области.
Депутат Верховного Совета Беларуси (1990—1995), член Совета Республики Национального собрания Республики Беларусь (с 2000 по 2008 год).
Награждён орденом Отечества III степени и медалью «За отличие в охране общественного порядка».